# Ideja Garanina
Ideja Garanina (russisk: Идея (Ида) Николаевна Гаранина) (født 8. august 1937 i Tjeremkhovo i Sovjetunionen, død 19. marts 2010 i Rusland) var en sovjetisk filminstruktør og manuskriptforfatter.

## Filmografi
- Kosjka, kotoraja guljala sama po sebe (Кошка, которая гуляла сама по себе, 1988)[1][2]